# Nana-Grébizi
Nana-Grébizi este una dintre cele două prefecturi economice ale Republicii Centrafricane.
1. ↑   http://www.statoids.com/ucf.html Lipsește sau este vid: |title= (ajutor)